# Zhou Suhong
Zhou Suhong  周苏红 (n. China, 1979) es una deportista china que practica el voleibol.  Entrenadora de ese deporte.

## Biografía
Zhou Suhong nació el 23 de abril de 1979, en China.
- Posición: Defensa
- Altura: 1.82 m
- Peso: 73 kg
- Spike Vertical: 3.13 m
- Bloqueo Vertical: 3.05 m

Está casada con el exentrenador chino de voleibol masculino Tang Miao. Utiliza la camiseta número 7. Entre sus hobbies están la música y la lectura. Actualmente Zhou está estudiando en la Universidad de Zhejiang.

## Trayectoria
- 1990 Zhejiang Changxing County Sports School
- 1994 Zhejiang Provincial Volleyball
- 1996 Selección nacional juvenil de China
- 1998 Selección nacional de voleibol playa de China.
- 1999 - actualidad Selección nacional de voleibol de China.

Como deportista fue integrante del equipo nacional chino de voleibol femenino. Ganadora de la medalla de Oro en los Juegos Olímpicos de Atenas 2004 y de la de la medalla de Bronce en los Juegos Olímpicos de Beijing 2008. 
Además participó en la obtención del campeonato del mundo en Japón en el 2003 y de la Medalla de oro en los Juegos Asiáticos de 2006 en Doha.

## Premios y reconocimientos
- 2005 FIVB World Grand Prix "Best Receiver"
- 2008 Beijing Oympics Best Receiver